# Бранимир Субашич
Бранимир Субашич (серб. Branimir Subašić, азерб. Branimir Subaşiç, нар. 7 квітня 1982, Белград) — югославський та азербайджанський футболіст, нападник сербського клубу «ОФК» (Белград).
Насамперед відомий виступами за клуб «Нефтчі», а також національну збірну Азербайджану.

## Клубна кар'єра
Народився 7 квітня 1982 року в місті Белград. Вихованець футбольної школи клубу «Железник». Дорослу футбольну кар'єру розпочав 1998 року в основній команді того ж клубу, в якій провів чотири сезони, взявши участь лише у 9 матчах чемпіонату. 
Згодом з 2002 по 2005 рік грав у складі команд бельгійського «Остенде», французького «Бове Уаз», українського «Чорноморця» (Одеса) та російського «Амкара».
Своєю грою за останню команду привернув увагу представників тренерського штабу клубу «Нефтчі», до складу якого приєднався 2005 року. Відіграв за бакінську команду наступні три сезони своєї ігрової кар'єри. Більшість часу, проведеного у складі бакинського «Нефтчі», був основним гравцем атакувальної ланки команди. У складі бакинського «Нефтчі» був одним з головних бомбардирів команди, маючи середню результативність на рівні 0,48 голу за гру першості.
Протягом 2008—2011 років захищав кольори клубів «Црвена Звезда», «Чанчунь Ятай» та «Габала».
До складу клубу «Хазар-Ленкорань» приєднався 2011 року. Наразі встиг відіграти за команду з Ленкорані 30 матчів в національному чемпіонаті.

## Виступи за збірну
У 2007 році, виступаючи за «Нефтчі», отримав азербайджанське громадянство, що дозволило дебютувати в офіційних матчах у складі національної збірної Азербайджану. Наразі провів у формі головної команди країни 30 матчів, забивши 6 голів.

## Титули і досягнення
- Володар Кубка Сербії (1):

Црвена Звезда: 2009-10